# Frans Maurits Jaeger

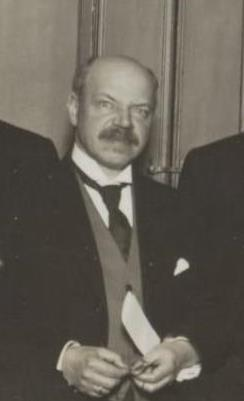
Frans Maurits Jaeger (1926)

Frans Maurits Jaeger (* 11. Mai 1877 in Den Haag; † 2. März 1945 in Haren (Groningen)) war ein niederländischer Chemiker.

## Leben
Jaeger, der Sohn eines Artillerieoffiziers und Mathematiklehrers, studierte ab 1895 Chemie und Geologie in Leiden mit dem Kandidaten-Examen 1898 und war Assistent am Geologischen Museum. 1900 erwarb er sein Doctoraal-Examen. Anschließend studierte er zwei Jahre in Berlin Kristallographie. 1903 wurde er in Leiden bei A. P. N. Franchimont  mit der Arbeit Kristallografische en molekulaire symmetrie van plaatsings-isomere benzolderivaten (Kristallografische und molekulare Symmetrie von stellungsisomeren Benzolderivaten)  promoviert. 1902 bis 1908 war er Chemielehrer an der höheren Bürgerschule in Zaandam. 1904 wurde er Privatdozent an der Universität Amsterdam. 1908 wurde er Lektor und 1909 Professor für Anorganische und Physikalische Chemie an der Universität Groningen, als Nachfolger von Jacob Böeseken. Seine Antrittsrede war über Atomistische und energistische Vorstellungen im Entwicklungsgang der allgemeinen Chemie (Niederländisch). 1910/11 forschte er im Geophysik-Labor der Carnegie Institution in Washington D.C. bei Arthur Louis Day, wobei er auch Anregungen für das 1912 eröffnete neue Chemielabor der Universität Groningen holte, und 1929 war er George Fisher Baker Lecturer an der Cornell University. 1934 wurde er zum korrespondierenden Mitglied der Göttinger Akademie der Wissenschaften gewählt. 1943 ging er in Groningen in den Ruhestand, vorgeblich aus Gesundheitsgründen, in Wirklichkeit aber aus Unzufriedenheit mit den Maßnahmen der deutschen Besatzer.
Er war sehr vielseitig, befasste sich aber besonders mit Kristallographie und Symmetrie in der Chemie (optische Aktivität, die er bei vielen Komplexverbindungen maß, ab 1914 mit Röntgenkristallographie, zum Beispiel bei Ultramarin), Festkörperchemie, Messungen in der physikalischen Chemie bei hohen Temperaturen (bis 1600 Grad Celsius) und mit Chemiegeschichte, zum Beispiel mit Cornelis Drebbel und seinen Zeitgenossen und Johann Joachim Becher.
1904 heiratete er Maria Antonina de Bruyn, mit der er einen Sohn und eine Tochter hatte. Als Hobby befasste er sich mit Musik, Malerei und Astronomie. Er war Mitglied der Niederländischen Akademie der Wissenschaften.

## Schriften
- Lectures on the principle of symmetry and its applications in all natural sciences, 1917, 2. Auflage 1920
- Elementen en atomen eens en thans. Schetsen uit de ontwikkelingsgeschiedenis der elementenleer en atomistiek, 1918, 2. Auflage 1920
- Historische Studien, 1919
- Inleiding tot de studie der kristalkunde, 1924
- Methods, results and problems of precise measurements, 1930